# Arminius (wapens)
Arminius is de merknaam van een aantal revolvertypen die geproduceerd worden door de Duitse firma Hermann Weihrauch Revolver GmbH in Mellrichstadt. Een bekend revolvertype van deze firma is de sportrevolver Arminius HW 9 ST in het kaliber .22LR, voorzien van een trommel voor zes patronen en een 152 mm lange loop.
De firma Weihrauch & Weihrauch Sport, eveneens te Mellrichstadt, maakt luchtdrukwapens.